# Виборчий округ 45
Виборчий округ 45 — виборчий округ в Донецькій області, частина якого внаслідок збройної агресії на сході України тимчасово перебуває під контролем терористичного угруповання «Донецька народна республіка», а тому вибори в цій частині не проводяться. В сучасному вигляді був утворений 28 квітня 2012 постановою ЦВК №82 (до цього моменту існувала інша система виборчих округів). Окружна виборча комісія цього округу розташовується в будинку культури за адресою смт. Очеретине, вул. Заводська, 1.
До складу округу входять міста Авдіївка і Ясинувата, Київський район міста Донецьк та Ясинуватський район. Виборчий округ 45 межує з округом 49 на заході і на півночі, з округом 52 і округом 51 на північному сході, з округом 55 на сході, з округом 56 на південному сході, з округом 42, округом 43 і округом 44 на півдні та з округом 59 на південному заході. Виборчий округ №45 складається з виборчих дільниць під номерами 140566-140570, 140572-140580, 140582-140602, 141433-141452 та 141710-141762.

## Народні депутати від округу
| Ім'я                         | Фото | Партія           | Скликання | Дата набуття повноважень | Дата припинення повноважень |
| ---------------------------- | ---- | ---------------- | --------- | ------------------------ | --------------------------- |
| Звягільський Юхим Леонідович |      | Партія регіонів  | 7-ме      | 12 грудня 2012           | 27 листопада 2014           |
| Звягільський Юхим Леонідович |      | самовисуванець   | 8-ме      | 27 листопада 2014        | 29 серпня 2019              |
| Магомедов Муса Сергоєвич     |      | Опозиційний блок | 9-те      | 29 серпня 2019           |                             |

## Результати виборів

### Парламентські

#### 2019
Кандидати-мажоритарники:
- Магомедов Муса Сергоєвич (Опозиційний блок)
- Петренко Анастасія Леонідівна (Опозиційна платформа — За життя)
- Кюрджиєв Георгій Тимофійович (Слуга народу)
- Савченко Віра Вікторівна (Громадсько-політична платформа Надії Савченко)
- Оцвера Юлія Володимирівна (Європейська Солідарність)
- Шиш Сергій Андрійович (самовисування)
- Барабаш Сергій Валерійович (самовисування)
- Бичков Олег Євгенович (самовисування)
- Топузов Олександр Юрійович (самовисування)
- Бордунов Едуард Вікторович (самовисування)
- Сбєжнєв Тимур Олександрович (самовисування)

#### 2014
Кандидати-мажоритарники:
- Звягільський Юхим Леонідович (самовисування)
- Юрко Віталій Вікторович (Блок Петра Порошенка)
- Іщенко-Гіллер Євгеній Володимирович (самовисування)
- Гринік Михайло Михайлович (Собор)
- Колесников Денис Вікторович (самовисування)
- Шилов Володимир Іванович (самовисування)
- Корнєєва Юлія Миколаївна (самовисування)
- Каменєв Андрій Миколайович (самовисування)
- Петренко Наталія Володимирівна (самовисування)
- Кухарчук Анна Юріївна (самовисування)
- Сабадаха Ігор Олександрович (Свобода)

#### 2012
Кандидати-мажоритарники:
- Звягільський Юхим Леонідович (Партія регіонів)
- Волкова Ольга Іванівна (Комуністична партія України)
- Топузов Олександр Юрійович (УДАР)
- Гришко Олег Борисович (Народний рух України)
- Сінілов Олександр Валерійович (Народна партія)

## Явка
Явка виборців на окрузі: